# AIDC AT-3
AIDC AT-3 "Tzu Chung" (phồn thể: 自強; giản thể: 自强; bính âm: Zìqiáng) ("Self Reliance") là một loại máy bay huấn luyện phản lực nâng cao của Không quân Cộng hòa Trung Hoa (ROCAF). Tổng cộng có 62 chiếc được Aerospace Industrial Development Corporation chế tạo với sự trợ giúp của hãng Northrop trong giai đoạn 1984-1990.

## Biến thể
- XAT-3:
- AT-3A:
- AT-3B:
- XA-3:

## Quốc gia sử dụng
Bản mẫu:TWN-ROC
- Không quân Cộng hòa Trung Hoa

## Tính năng kỹ chiến thuật
Dữ liệu lấy từ Attack and Interceptor Jets
Đặc điểm tổng quát
- Tổ lái: 2
- Chiều dài: 12,9m (42ft 4in)
- Sải cánh: 10,46m (34ft 3,75in)
- Chiều cao: 4,36m (14ft 3,75in)
- Diện tích cánh: 21,93m^2 (236,05ft^2)
- Trọng lượng rỗng: 3.855kg (8.500 lb)
- Trọng lượng cất cánh tối đa: 7.940kg (17.505 lb)
- Động cơ: 2 × Garrett AiResearch TFE731-2 kiểu turbofan, 15,6 kN (3.500 lbf) mỗi chiếc

 Hiệu suất bay 
- Vận tốc cực đại: 904 km/h (trên độ cao 11.000m) (562 mph (trên độ cao 36.090ft))
- Tầm bay: 2280 km (nm, 1417 mi)
- Trần bay: 14.650 m (48.065 ft)

Trang bị vũ khí

2 giá treo ở mút cánh mang tên lửa không đối không và 5 giá treo khác mang tới 2720kg (5998lb) vũ khí
- Súng: 2x súng máy.50 cal, thùng súng máy 20 mm
- Bom: Mk 82 500 lb, Mk84 2000 lb, bom chùm Mk20
- Rocket: thùng rocket loại 5 in và 2,75 in
- Tên lửa: loại không đối không Sky Sword I và AIM-9P4 Sidewinder, loại chống tàu HF-2 Mk 2.